# 초과이익공유제
초과이익공유제(超過利益共有制)는 대기업이 해마다 설정한 목표 이익치를 초과하는 이익이 발생했을 때 협력 중소기업에게 초과이윤의 일부를 나누어 주는 제도이다.

## 발단
동반성장위원회 위원장 정운찬은 2011년 2월 24일 "초과 이익이 나는 것은 대기업의 노력도 있겠지만 중소기업의 노력도 있다"면서 "대기업 이익을 주주-임직원뿐 아니라 협력기업까지도 공유하게 만들 것"이라고 밝힌 바 있다. 그리고 그 내용으로 "(공유의 범위는) 대기업이 자율적으로 결정할 문제"라면서도 "(공유 노력의) 결과를 동반성장지수 평가에 반영해 세제 혜택이나 공공기관 발주 우선권 등을 줄 것"이라고 말했다. 취지는 대기업과 중소기업의 상생-협력, 동반 성장이다.

## 논란
정운찬 위원장의 발언 이후 정부에서도 찬반이 갈리고 정치인은 물론 재계에서도 다양한 견해가 쏟아졌다.

### 찬성 측 입장
정 위원장은 "이익분을 모든 기업들이 다 같이 나누는 것이 아니"라면서 "기술협력 기금이나 고용안정 기금 마련 등을 통해 중소기업을 더욱 경쟁력 있게 만들자는 것"이라고 설명했다. 기여도 산정 방식에 대해서는 "마음만 먹으면 얼마든지 협력업체와 성과를 나눌 기준이 있을 것이다. 종업원을 평가하는 방식처럼 협력업체를 평가하는 방식을 찾으면 된다"고 말했다.
윤증현 기획재정부 장관도 찬성하는 입장이다. 그는 대기업의 불공정 관행을 지적하면서 "초과이익을 어떻게 정의하고 공유를 어떤 방식으로 할 것인지에 대한 기술적인 문제가 있지만, 취지는 살리는 게 좋겠다"고 밝혔다.
김동선 중소기업청장도 "이념적인 문제를 떠나 기본적 취지에 공감한다"면서 "대기업들이 성과 발표를 하면 협력업체들은 '중소기업의 수익이 너무 떨어진다'는 불만이 많다"고 말했다. 그는 이어서 "이익의 혜택은 대기업과 협력업체 등 참여한 모든 주체에게 돌아가야 한다"고 말했다.
외국의 사례를 들며 이익공유제가 합당하다고 주장하는 경우도 있다. 롤스로이스와 협력사들은 ‘위험 및 판매수입 공유 파트너 계약’(이하 판매수입공유제·Revenue Sharing)을 맺었다. 항공기 엔진 개발에 공동 투자해서 성공하면 투자 비율에 비례해 판매 수입을 나누기로 해 큰 이익을 거두었다. 비디오 대여체인사업자인 블록버스터는 이익공유제를 유통서비스업에 확대 적용했다. 블록버스터는 비디오 대여점에 판매하는 가격을 8분의 1 수준인 8달러로 대폭 낮추었다. 이에 따라 블록버스터가 손익분기점에 도달할 수 있는 대여 횟수가 22회에서 6회로 줄었다. 블록버스터는 비디오 출시 초기 더 많은 물량을 확보해 소비자에게 대여할 수 있게 되자 수입이 급증했다. 미국 영화산업 태동기인 1920년대 할리우드는 영화배우와 제작사, 배급사 간 협력을 촉진하고자 이익공유제를 도입했다.

### 반대 측 입장
한편 홍준표 한나라당 최고위원은 반대 의사를 나타냈다. 홍 최고위원은 "총리를 지내신 분이 대기업 이익을 서민에 할당하자는 급진 좌파 주장을 한다."고 말했다.
김황식 국무총리는 "너무 파격적인 내용이라서 사회적 합의와 신중한 검토가 선행되어야 한다"며 신중론을 폈다.
이건희 삼성전자 회장은 "사회주의 용어인지 공산주의 용어인지 도무지 들어본 적이 없는 말"이라며 "경제학에서 배우지도 못한, 누가 만들어낸 말인지도 모르겠다"고 꼬집었다.
조동근 명지대 경제학과 교수는 "(연초에) 이익 추정치를 공개하라고 하면 기업 대부분이 달성이 어려운 목표치를 내놓을 것"이라며 "반강제적으로 이익을 빼앗기는 상황에서 적정 이익을 발표할 기업은 없다"고 꼬집었고 서승환 연세대 경제학과 교수는 "한마디로 시장경제와는 거리가 먼 포퓰리즘적 정책"이라고 평가했다.
중소기업간 공정한 게임의 규칙이 무너진다는 반론도 있다. 이미 대기업에 납품하던 중소기업이 보호막을 얻으면서 새로 납품권을 얻으려는 타 기업이 설 자리를 잃는다는 것이다.
최중경 지식경제부 장관은 "애초에 틀린 개념"이라며 반대를 표시했다. 그는 "연초에 대기업을 다 모아서 올해 얼마 이익이 예상되냐고 물어본 후 연말에 그 이익을 넘어가면 그 초과이익이라는 것들을 협력업체에 나눠줘야 한다. 그러면 기업 경영활동에 국가가 일일이 개입을 해야 하고 그렇게 되면 마치 계획경제 같이 된다."고 비판했다.

## 현재 상황
한편 2011년 5월 17일 서울 명동 은행회관에서 열린 한국선진화포럼 월례토론회에서 동반성장위원회 정운찬 총재는 "위원회 내 실무 태스크포스(TF)를 만들어 이익공유제 또는 협력업체 이익공유 플랜에 대해 연구를 맡겼으며 이번 주 안에 결과가 나올 것"이라며 초과이익공유제를 재추진하겠다고 밝혔다.
2011년 9월 15일 발표된 전국경제인연합회의 설문조사 결과, 국내 기업들은 초과이익공유제보다 성과공유제를 선호한다고 한다. 전국경제인연합회 중소기업협력센터가 대기업(62개)과 협력중소업체(79개)에게 물은 결과, 이들은 이익공유제보다는 기존의 성과공유제를 더 선호한다는 것이다. 또한 이들 기업들은 대부분 초과이익공유제가 현장에서 실제로 적용되기에는 어려움이 많다고 생각했다.
또한 대기업들 절반 가까이(42.8%)가 현금보상만을 인정하는 분위기가 성과공유제의 애로사항으로 꼽혔다. 상당수 협력사들이 현금보상보다는 물량확대나 신규사업 기회제공 등을 더 선호하는 것으로 나타났다. 장기적인 거래관계를 형성할 수 있다는 것이 그 이유다.

## 같이 보기
- 공유가치창출(CSV)
- 기업의 사회적 책임(CSR)
- 경제민주주의(경제민주화)
- 민주자본주의
- 사회 양극화